# SC Bengaluru
El SC Bengaluru es un equipo de fútbol de la India que juega en la I-League, la segunda división nacional.

## Historia
Fue fundado en el año 2022 en la ciudad de Bangalore por los ingleses Tony Sohi, Kulbir Sohi y Adrian Wright. El SC Bengaluru tendría su debut en la temporada 2022–23 de la BDFA Super Division. El club sería campeón en su primera temporada luego de vencer al FC Bengaluru United, obteniendo 46 puntos en 18 partidos. Con la victoria logró el ascenso a la I-League 3 de 2023-24, la nueva cuarta división de la India. El club logró la clasificación a la I-League 2 luego de vencer al Kerala United por 2–1 en la ronda de playoff de la I-League 3.
Luego de dos título consecutivos luego de ser campeón de la tercera división en la temporada 2023–24, logró el ascenso a la I-League para la temporada 2024/24.

## Palmarés
- I-League 2 (1): 2023–24[12]
- BDFA Super Division (1): 2022–23[13]